# Leo (artista)
Jung Taek-woon (em coreano:  정택운; nascido em 10 de novembro de 1990) mais conhecido pelo seu nome artístico Leo (em coreano:  레오), é um cantor, compositor e ator de teatro musical sul-coreano, assinado sob Jellyfish Entertainment. Conhecido por seus vocais agudos, afiados e claros, Leo estreou como membro do grupo sul-coreano VIXX em maio de 2012, e começou sua carreira de ator em 2014 no musical Full House como Lee Young-jae. Em 2015 começou a carreira de compositor, e junto com Ravi formaram a primeira sub-unit oficial do VIXX, chamado VIXX LR.

## Início da vida
Nascido em Yangjae-dong, Seul, sua família consiste em si mesmo, seus pais e três irmãs mais velhas. Leo estudou composição musical na Baekseok University e foi membro do "The National Youth Soccer Players" de 2004 a 2007. Crescendo, Leo estava ativamente envolvido em natação, boxe, taekwondo (cinto azul) e futebol. Ao se recuperar de uma lesão, ele desenvolveu interesse em se tornar um cantor depois de ouvir "Walking in the Sky" do Wheesung.

## Carreira

### 2012-2014: Debut com VIXX,Blossom Tearse estréia no teatro musical
Leo passou na sua audição para Jellyfish Entertainment com seu talento vocal e foi um dos dez trainees que participaram do reality show MyDOL da Mnet e foi escolhido para fazer parte da formação final e com os outros 6 membros escolhidos, finalmente debutaram com Super Hero  em 24 de maio de 2012 no M! Countdown.  Durante MyDOL; Leo apareceu nos vídeos de música "Let This Die" de Brian Joo e "Shake It Up" de Seo In-guk. Após sua estréia com o VIXX, Leo apareceu no episódio 4 do drama de televisão The Heirs, da SBS, ao lado dos membros do grupo.
Como fã de esportes ávidos, Leo apareceu em vários shows de variedades atléticas com outros ídolos, como o "Dream Team" e o "Idol Star Olympics".  Ele até apareceu em um episódio especial de Running Man, onde era membro de uma equipe de futebol.
Em 2014 Leo teve uma pequena breve aparição no drama da televisão da SBS "Glorious Day" ao lado de Hyuk e foi lançado no musical Full House no papel principal de Lee Young-jae de abril a junho no Hongik Daehakro Art Center, Grand Theatre em Seul. Mais tarde naquele ano, Leo também participou do projeto "Y.Bird from Jellyfish Island", criado pelo CEO Hwsang Se-jun da Jellyfish Entertainment, colaborando com a cantora LYn em seu próprio single "Blossom Tears (꽃잎 놀이)"; do "Y.BIRD from Jellyfish with LYn X Leo" foi o quarto da série. No vídeo de música assustador, ele interpretou um psicopata que matou as mulheres que amava para que ele pudesse mantê-las.

### 2015-presente: Composição e debut com sub-unit: VIXX LR eMata Hari
O cantor manifestou interesse em compor e, em 2015, Leo, ele mesmo, compôs a música "On a Cold Night"  do quinto álbum single de VIXX "Boys' Record". Originalmente escrito como um dueto entre ele e Ken, uma versão de estúdio foi lançada com o resto dos membros atuando para esse álbum.
Em 7 de agosto de 2015 a Jellyfish Entertainment lançou um trailer de vídeo no site oficial do VIXX depois de uma misteriosa contagem regressiva com uma silhueta do último álbum especial do VIXX Boys 'Record. Com o passar do tempo, os membros do VIXX desapareceram até que finalmente apenas Leo e Ravi foram deixados para trás, o que fez com que os fãs especulassem que isso significava outro retorno para os seis membros. Um trailer de vídeo do VIXX LR foi então revelado.
VIXX LR foi confirmado pela Jellyfish Entertainment como a primeira sub-unit oficial do VIXX, composta pelo rapper Ravi e vocalista Leo. Seu primeiro álbum de debut "Beautiful Liar", foi lançado em 17 de agosto de 2015.  No mesmo dia VIXX LR realizou sua primeiro showcase para Beautiful Liar no Yes24 Muv Hall em Mapo-gu.
Em 2016 Leo foi lançado no musical "Mata Hari" no papel principal de Armand de 25 de março a 12 de junho no teatro Blue Square, em Seul. Foi confirmado que ele estaria usando seu nome de nascimento Jung Taek-woon para o papel; ao invés de seu papel musical anterior em Full House, onde ele usou seu nome artístico Leo.
Em 20 de setembro de 2016, Leo colaborou com a atriz e DJ Park So-hyun para comemorar o 20º aniversário do "SBS Power FM" e lançou a música "That's All" como parte do projeto "SBS Power FM's 20th Anniversary".
Leo foi lançado no musical "Monte Cristo" no papel de apoio de Albert de 19 de novembro de 2016 a 12 de fevereiro de 2017 no Chungmu Arts Center Grand Theatre.

## Discografia

### Singles
| Título                                                                                         | Ano          | Melhores posições nas paradas | Vendas          | Álbum                                |
| Título                                                                                         | Ano          | KOR Gaon                      | Vendas          | Álbum                                |
| Colaborações                                                                                   | Colaborações | Colaborações                  | Colaborações    | Colaborações                         |
| ---------------------------------------------------------------------------------------------- | ------------ | ----------------------------- | --------------- | ------------------------------------ |
| "Blossom Tears" (꽃잎놀이) com LYn                                                             | 2014         | 11                            | - KOR: 156,798+ | Y.BIRD from Jellyfish with LYn X Leo |
| "That’s All" (그뿐야) com Park So-hyun                                                         | 2016         | —                             | —               | Non-album single                     |
| "—" Indica lançamentos que não apresentaram nos gráficos ou não foram divulgados nessa região. |              |                               |                 |                                      |

### Créditos de composição
| Ano  | Álbum            | Canção            | Artista            | Letra da música | Letra da música | Música    | Música     | Notas                         |
| Ano  | Álbum            | Canção            | Artista            | Creditado       | Com             | Creditado | Com        | Notas                         |
| ---- | ---------------- | ----------------- | ------------------ | --------------- | --------------- | --------- | ---------- | ----------------------------- |
| 2015 | Boys' Record     | "On a Cold Night" | VIXX               | Sim             | Ravi (rap)      | Sim       | —          | [ 16 ]                        |
| 2015 | Beautiful Liar   | "Words to Say"    | VIXX LR            | Sim             | —               | Sim       | —          | [ 17 ]                        |
| 2015 | Beautiful Liar   | "My Light"        | VIXX LR            | Sim             | Ravi            | Sim       | MELODESIGN | [ 17 ]                        |
| 2016 | Depend on Me     | "Shadow"          | VIXX               | Sim             | —               | Sim       | —          | Edição Limitada A Bonus Track |
| 2016 | Hana-Kaze (花風) | "Moonlight"       | VIXX               | Sim             | —               | Sim       | —          |                               |
| 2016 | That’s All       | "That’s All"      | Leo x Park So-hyun | Sim             | —               | Sim       | Jo Yong-ho | [ 19 ]                        |
| 2016 | Kratos           | "Romance is Over" | VIXX               | Sim             | Ravi            | Sim       | —          | [ 20 ]                        |

## Filmografia

### Televisão
| Ano  | Rede | Título                   | Notas                                                   |
| ---- | ---- | ------------------------ | ------------------------------------------------------- |
| 2016 | MBC  | King of Mask Singer      | Concorrente como "Heungbu Be Stifled" (Episódios 49-50) |
| 2017 | KBS2 | Singing Battle – Victory | Concorrente (Episódios 16-17)                           |

## Musicais
| Ano     | Título       | Função        | Notas                                                                                        |
| ------- | ------------ | ------------- | -------------------------------------------------------------------------------------------- |
| 2014    | Full House   | Lee Young-jae | Papel principal, creditado como Leo                                                          |
| 2016-17 | Mata Hari    | Armand        | - Papel principal, creditado como Jung Taek Woon - Retornou para uma segunda corrida em 2017 |
| 2016-17 | Monte Cristo | Albert        | Papel de apoio, creditado como Jung Taek Woon                                                |